# Pianofabriks AB Gustafson & Ljungqvist
Pianofabriks AB Gustafson & Ljungqvist var ett företag mellan 1888 och 1950 som tillverkade pianon i Norrköping. Ingick från och med 1918 i AB Förenade Piano- och Orgelfabriker.
Företaget grundades 1 juni 1888 av Anders Gustafson och Magnus Ljungqvist. År 1897 ombildades företaget till aktiebolag. Företaget tillverkade fram till 1930 hela pianon. Efter 1930 till 1950 tillverkades endast klaviaturer.

## Pianon
År 1904 tillverkades 110 stycken instrument.